# Oxfam IBIS
Oxfam Danmark  er en medlemsbaseret dansk udviklingsorganisation med aktiviteter i Latinamerika og Afrika og medlem af Oxfam International (en). Foreningen Oxfam Danmark har ca. 7.000 medlemmer og støttemedlemmer.
Oxfam Danmark er særlig kendt for sit arbejde for at sikre uddannelse til alle og øge danske skoleelevers indsigt og engagement i udviklingslandene. I Danmark gennemfører Oxfam Danmark hvert forår kampagnen Hele Verden i Skole, som omkring halvdelen af landets skoler deltager i. I de senere år har Oxfam Danmark også engageret sig i kampen for fair beskatning af naturressourcer, herunder reformer af det globale skattesystem med mere åbenhed og lukning af skattely.
Oxfam Danmarks formål er at arbejde for en retfærdig verden, hvor alle mennesker har lige adgang til uddannelse, indflydelse og ressourcer. Lars Koch har siden marts 2022 været generalsekretær i Oxfam Danmark. Christian Damholt er foreningens formand.

## Historie
Oxfam Danmark er udsprunget af den verdensomspændende og universitetsbaseret organisation, World University Service (en) (WUS), grundlagt i begyndelsen af 1920'erne. I 1960'erne fik WUS en dansk afdeling under Danske Studerendes Fællesråd. Med tiden engagerede WUS sig stærkere i internationalt politisk arbejde med støtte til befrielsesbevægelserne i det sydlige Afrika og kamp mod den portugisiske kolonimagt og apartheidstyret.
I 1970 etablerede dansk WUS sig som en selvstændig organisation. I 1991 løsrev organisationen sig og skiftede navn til IBIS. I 2023 skiftede de navn til Oxfam Danmark.

## Medlemskab af Oxfam
Efter et år som observatør, besluttede organisationens generalforsamling i efteråret 2015 at søge optagelse som medlem i den globale NGO-sammenslutning Oxfam International. I marts 2016 blev IBIS optaget som 18. medlem og skiftede i juni samme år navn til Oxfam IBIS.[kilde mangler]
I 2018 blev organisationen kritiseret i Storbritannien vedrørende personalets opførsel i Haiti.

## Ekstern henvisning
- Officiel hjemmeside

| Forening eller organisation | Spire Denne artikel om en forening eller organisation er en spire som bør udbygges. Du er velkommen til at hjælpe Wikipedia ved at udvide den. |